# Empire Slovak Open 2013
L'Empire Slovak Open 2013 è stato un torneo di tennis facente parte della categoria ITF Women's Circuit nell'ambito dell'ITF Women's Circuit 2013. È stata la 5ª edizione del torneo che si è giocata a Trnava in Slovacchia dal 6 al 12 maggio 2013 su campi in terra rossa e aveva un montepremi di $75,000.

## Partecipanti

### Teste di serie
| Nazionalità | Giocatrice             | Ranking* | Testa di serie |
| ----------- | ---------------------- | -------- | -------------- |
| Slovacchia  | Jana Čepelová          | 83       | 1              |
| Italia      | Karin Knapp            | 90       | 2              |
| Serbia      | Vesna Dolonc           | 100      | 3              |
| Ungheria    | Melinda Czink          | 103      | 4              |
| Rep. Ceca   | Kristýna Plíšková      | 105      | 5              |
| Stati Uniti | Alexa Glatch           | 116      | 6              |
| Francia     | Stéphanie Foretz Gacon | 120      | 7              |
| Grecia      | Eléni Daniilídou       | 124      | 8              |

- Ranking al 29 aprile 2013.

### Altre partecipanti
Giocatrici che hanno ricevuto una wild card:
- Dalma Gálfi
- Kateřina Siniaková
- Petra Uberalová
- Natália Vajdová

Giocatrici che sono passate dalle qualificazioni:
- Katarzyna Kawa
- Petra Krejsová
- Kristína Kučová
- Renata Voráčová
- Vivien Juhászová (lucky loser)

Giocatrici che hanno ricevuto un entry come protected ranking:
- Ajla Tomljanović

## Vincitrici

### Singolare
Barbora Záhlavová-Strýcová ha battuto in finale  Karin Knapp con il punteggio di 6–2, 6–4

### Doppio
Mervana Jugić-Salkić /  Renata Voráčová hanno battuto in finale  Jana Čepelová /  Anna Karolína Schmiedlová con il punteggio di 6–1, 6–1